# FK Rudar Ugljevik
El Fudbalski Klub Rudar Ugljevik (serbi ciríl·lic: ФК Рудap Угљeвик) és un club de futbol bosnià de la ciutat de Ugljevik, Republika Srpska.

## Història
El club fou campió de la Lliga de la Republika Srpska les temporades 1996-97 i 1997-98, així com de la Copa de la Republika Srpska les edicions 1997-98 i 1998-99. La temporada 2004-05 jugà a la màxima categoria de Bòsnia i Hercegovina. No obstant, acabà descendint a la Primera Divisió de la Republika Srpska en finalitzar la temporada.

## Palmarès
- Lliga de la Republika Srpska:
  - 1996-97, 1997-98
- Copa de la Republika Srpska:
  - 1997-98, 1998-99